# Kim Sang-woo
Kim Sang-woo (* 4. August 1975) ist ein südkoreanischer Fußballschiedsrichter. Er ist seit 2009 K-League- und seit 2008 FIFA-Schiedsrichter. Er pfeift Spiele der K League Classic und der K League Challenge sowie WM-Qualifikationsspiele, Freundschaftsspiele, AFC Champions League und Spiele der Asienmeisterschaft.